# Bristol 603
Der Bristol 603 ist eine zweitürige Sportlimousine des britischen Automobilherstellers Bristol Cars Ltd., die im Oktober 1976 den Bristol 411 Mk.5 ablöste und bis zum Spätsommer 1982 produziert wurde. Der Wagen erschien anlässlich des dreißigjährigen Bestehens der Marke. Sein Design bildet die Grundlage für alle später vorgestellten Bristol-Modelle bis hin zum bis 2011 produzierten Bristol Blenheim.

## Die Bezeichnung
Mit dem 603 begann Bristol ein neues Bezeichnungssystem. Nachdem 1974 der Bristol 412 als jüngstes Modell der Marke vorgestellt worden war, hätte der Nachfolger des Bristol 411 eigentlich die Bezeichnung 413 tragen müssen. Dies wollte das Unternehmen vermeiden. Statt eines Sprungs auf die Nummer 414 begann Bristol mit dem neuen Modell eine ganz neues Zählsystem. In den ersten Verkaufsprospekten, die anlässlich der Präsentation des Modells im Oktober 1976 veröffentlicht wurden, ist die Modellbezeichnung noch mit Bristol 600 Series angegeben. Letztlich entschied sich das Unternehmen für die Bezeichnung 603. Mit dieser Wahl sollte dem Umstand Rechnung getragen werden, dass die Stadt Bristol im Jahr 1976 ihr 603. Jubiläum feierte.

## Das Konzept
Der Bristol 603 stellte – abgesehen vom Bristol 412 – die nachhaltigste Änderung in der jüngeren Geschichte des Unternehmens dar. Der Wagen brach nahezu vollständig mit dem seit 16 Jahren etablierten Design der vorangegangenen Modelle 406 bis 411, und auch in technischer Hinsicht waren zahlreiche Änderungen zu verzeichnen. Der 603 war das erste Auto, dessen Karosserie bei Bristol selbst hergestellt wurde. Bislang hatte der britische Omnibushersteller Park Royal Vehicles die Rohkarosserien geliefert. Durch eine Produktion im eigenen Werk versprach sich Bristols Inhaber Tony Crook eine größere Flexibilität und bessere Möglichkeiten, auf Phasen geringerer Nachfrage zu reagieren. Die äußeren Karosserieteile wurden nun nicht mehr von Hand hergestellt, sondern maschinell gepresst. Zunächst waren die Ergebnisse des Pressverfahrens von unterschiedlicher Präzision. Insbesondere die großen Blechpartien wiesen in den ersten Jahren teilweise erhebliche Unebenheiten auf, wodurch bei Betrachtern der Eindruck mangelnder Fertigungsqualität entstand.

### Das Design

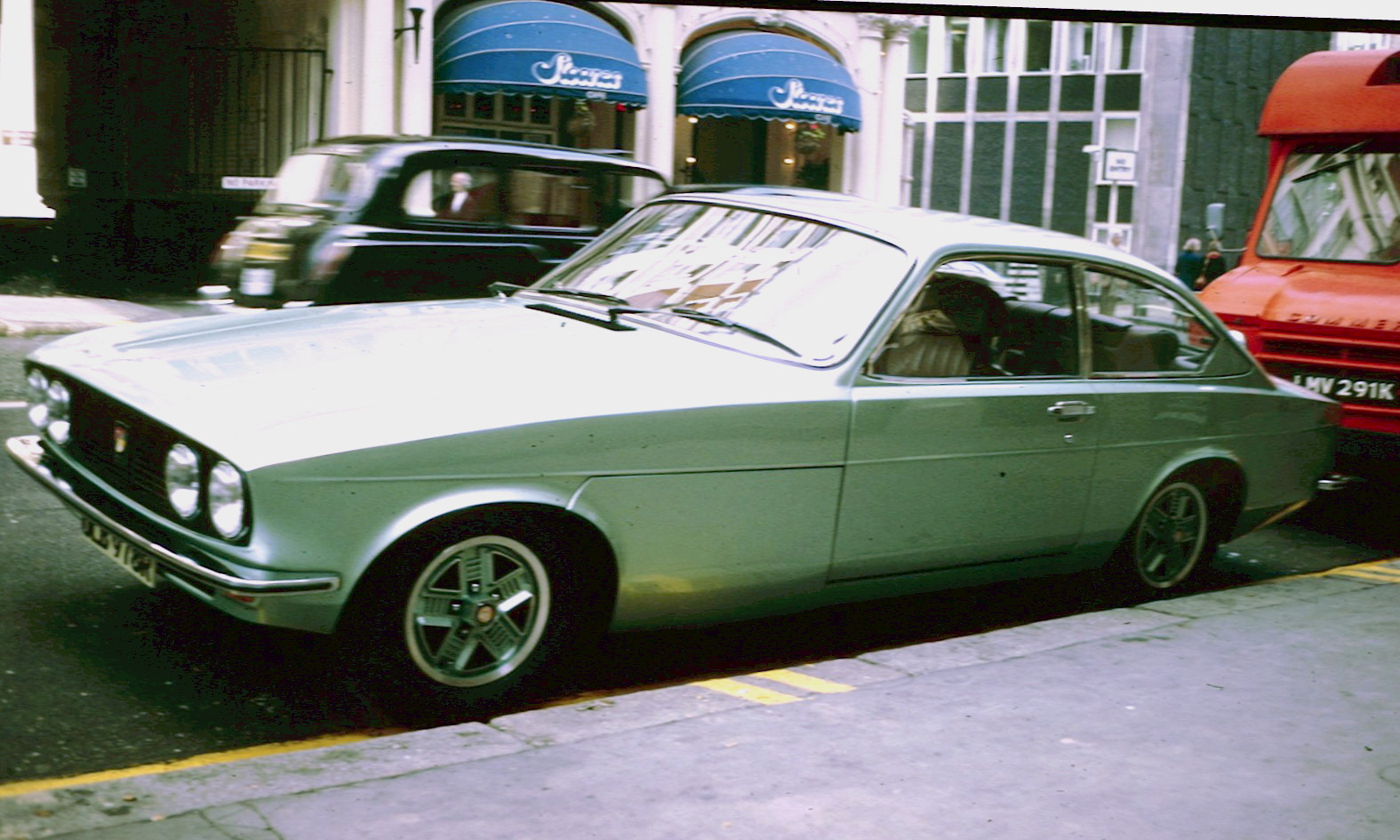
Bristol 603 (Serie 1); mit nicht serienmäßigen Felgen

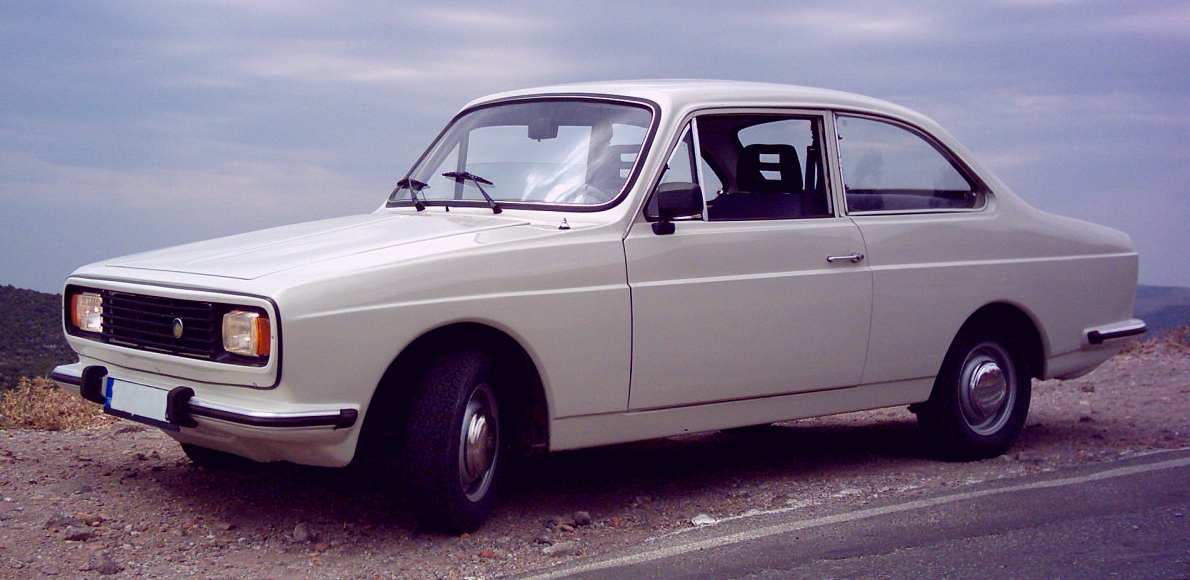
Vorbild für den 603: Der für den türkischen Markt entwickelte Anadol A1

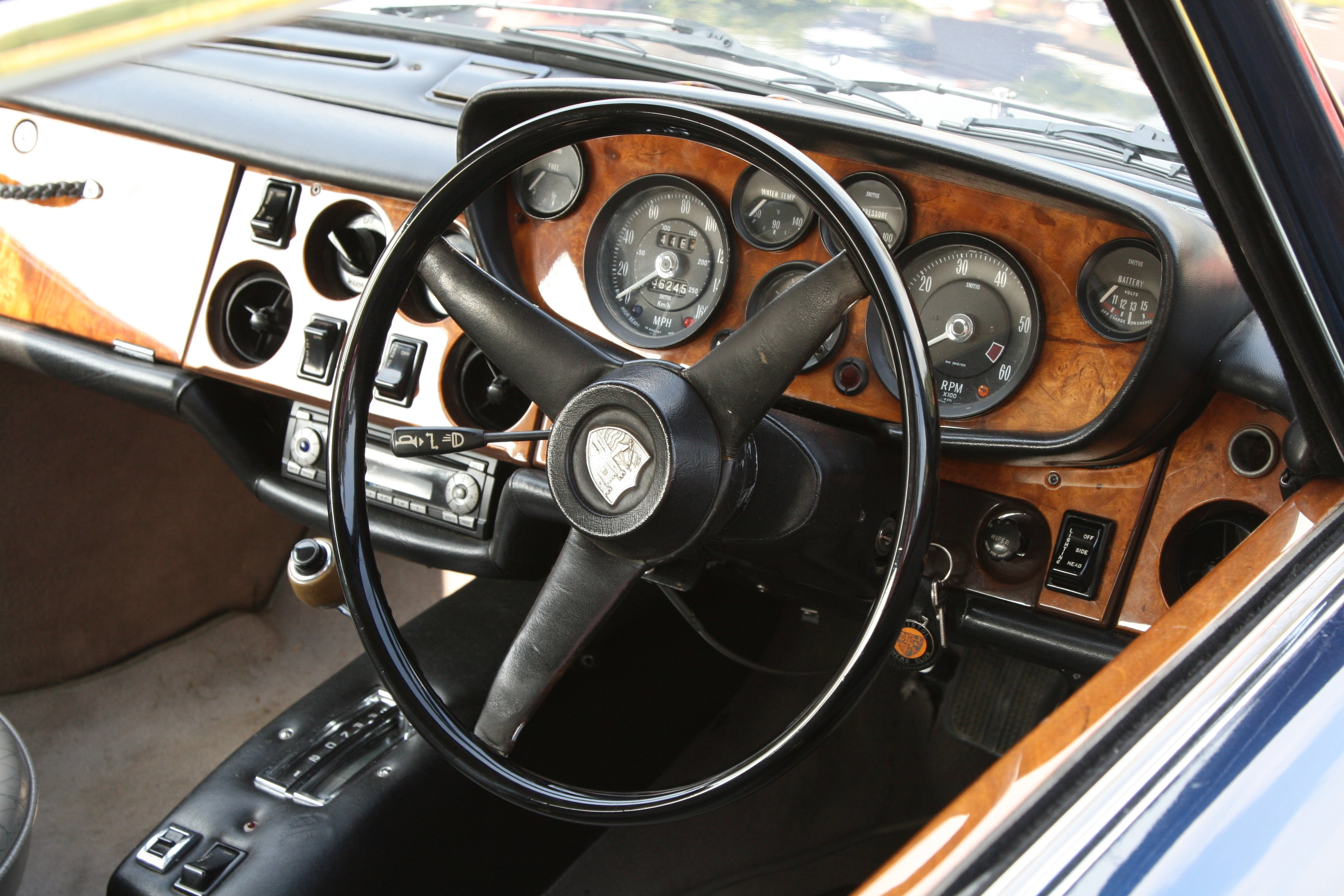
Innenraum

Das Äußere des Bristol 603 war vollständig neu gestaltet worden. Verantwortlicher Designer war Dudley Hobbs, ein langjähriger Bristol-Mitarbeiter, der bereits einige Vorgängermodelle des 603 entworfen hatte. Zwar handelte es sich bei dem 603 nach wie vor um eine zweitürige, viersitzige Limousine, und auch die grundsätzlichen Proportionen – langer Vorderwagen mit seitlich untergebrachten Reserverädern und nach hinten versetzter Fahrgastzelle – wurden beibehalten. Abgesehen davon war aber alles Andere am 603 neu. Abweichend von der bisherigen Stufenhecklinie, erhielt der 603 ein Semi-Fließheck mit sehr dünnen B- und C-Säulen. Ziel der Designer war es gewesen, die Übersichtlichkeit der Karosserie zu verbessern. Die dünnen Fahrzeugsäulen und die große Heckscheibe ermöglichten eine sehr gute Rundumsicht. Um dies zu unterstützen, lancierte Bristol in der Presse den Hinweis, dass es dem Werk nicht gelungen war, einen Innenspiegel zu finden, der groß genug war, um den gesamten Ausschnitt der Heckscheibe voll zu erfassen. Die fließende Dachlinie des 603 war dem von Tom Karen (Ogle Design) gestalteten Anadol A1 (Reliant FW 5) nachempfunden, einem Auto, das Reliant für den türkischen Markt entwickelt hatte. Das kurze Heck fiel ab und wies rechteckige Rückleuchten auf, die bereits vom Bristol 411 bekannt waren. Anders als beim Vorgängermodell fanden sich in der Heckklappe links und rechts des Kfz-Kennzeichens je zwei große Nebelschlussleuchten und Rückfahrscheinwerfer. An der Frontpartie waren wiederum die vom 411 bekannten großen Rundscheinwerfer zu finden. Der Grill war – anders als beim Vorgängermodell – nicht als Toaster-Grill gestaltet, sondern bestand aus drei etwa gleich großen Elementen, von denen das mittlere ein großes Bristol-Logo trug. Auffällig waren ausgesprochen dünne, verchromte Stoßstangen. Bristol verwendete zahlreiche Anbauteile von Vauxhall bzw. Bedford, beispielsweise die vorderen Blinker, die Türgriffe und die Rückleuchten.
Die Gestaltung des Innenraums blieb weitestgehend erhalten. Bristol behielt das inzwischen klassische, auf das Coupé 404 zurückzuführende Armaturenbrett bei; großzügig verlegte Hölzer und Leder dominierten nach wie vor die Ausstattung.
Insgesamt war der Bristol 603 ein ausgesprochen schmales Auto. Bristol legte Wert auf dieses Merkmal und hob es als Grund für die besondere Handlichkeit des Autos hervor.
Das Design des Bristol 603 wurde unterschiedlich aufgenommen. In vereinzelten Presseberichten wurde der 603 als „sehr schönes Auto“ bezeichnet. In den meisten Fällen dagegen wurde das Design kritisch gewürdigt, indem der Wagen beispielsweise als „nicht außerordentlich schön“ beschrieben wurde. Einige Bristol-Kunden gingen in ihren Formulierungen weiter. Sie verglichen die – handwerklich zudem teilweise unsauber gefertigte – Karosserie des 603 u. a. mit dem „Eigenbau eines Dorfschmieds“.

### Die Technik
Wie für alle seine Vorgänger, verwendete Bristol auch beim 603 den bekannten Rohrrahmen, der nur geringfügig modifiziert worden war. Neu waren dagegen die Motoren, die kleiner ausfielen als beim Bristol 411. Im Angebot war nun ein 5,9 Liter großer Achtzylinder, der nach wie vor von Chrysler bezogen wurde; hinzu kam vorübergehend auch eine kleinere, 5,2 Liter große Version. Beide wurden zu dieser Zeit auch von Monteverdi verwendet, und zwar für die Limousine Sierra.

## Die Modelle
Der Bristol 603 wurde zwischen 1976 und 1982 in zwei Serien produziert. Insgesamt entstanden zwischen 70 und 80 Exemplare; der Bristol Owners Club geht davon aus, dass in den 1970er Jahren etwa ein Auto pro Monat das Werk in Filton verließ.

### Der 603 S1

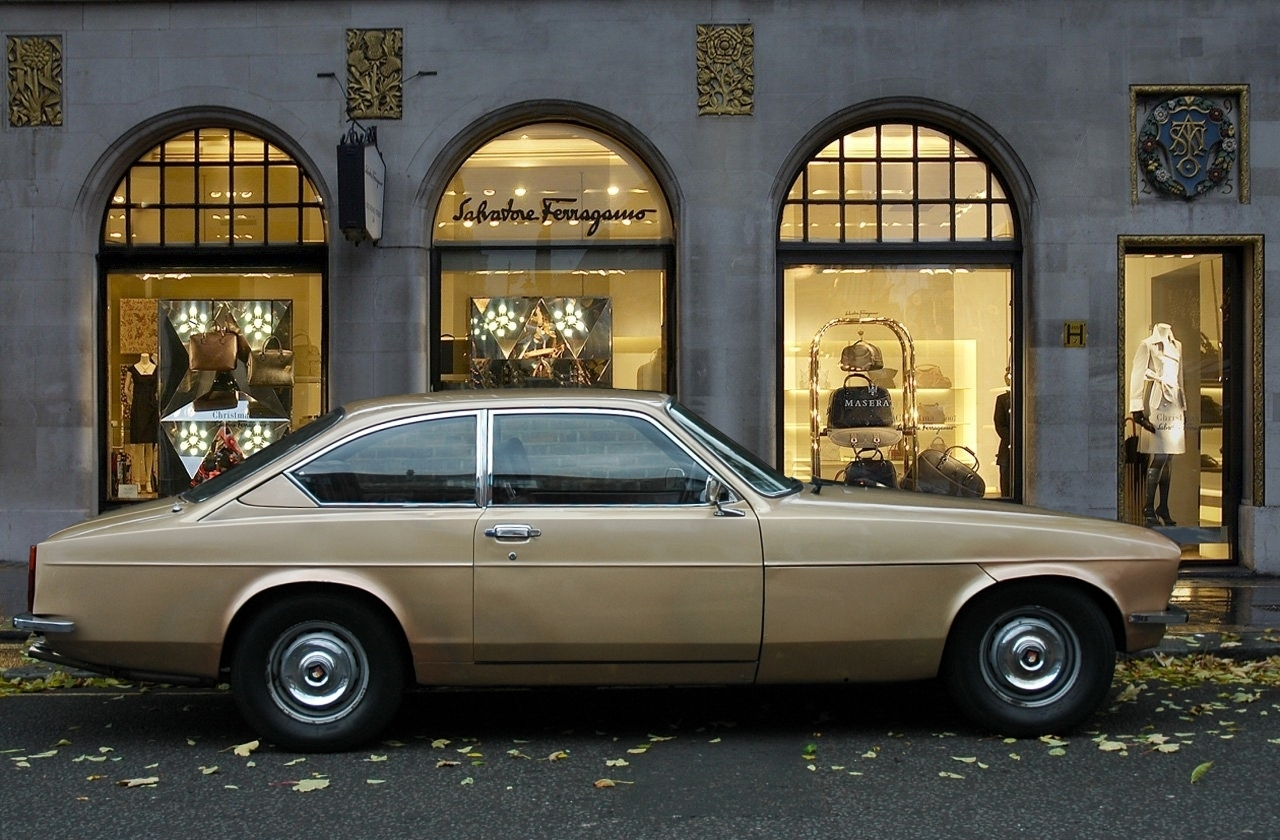
Bristol 603 S1

Die erste Serie des Bristol 603 wurde von 1976 bis zum Herbst 1982 angeboten. Zur Wahl standen zwei Motorisierungen:
- Der Bristol 603S (für Sport) wurde mit einem 5,9 Liter großen Achtzylinder-Motor von Chrysler ausgerüstet. Das mit 8,0: 1 sehr niedrig verdichtete Triebwerk verfügte über einen Doppel-Registervergaser, der ihm zu etwa 200 PS verhalf. Zwar nannte Bristol keine exakten Leistungsdaten; ein Vergleich mit Monteverdi lässt aber den Rückschluss auf entsprechende Werte zu. Sicher ist, dass sich die Fahrleistungen gegenüber den früheren Modellen spürbar reduzierten. Für den 603S gab Bristol eine Beschleunigung von 0 auf 60 Meilen pro Stunde im Bereich von 7,6 Sekunden an. Die Zeitschrift "Motor Road" ermittelte bei einem Test im Jahre 1978 dagegen einen Wert von 8,4 Sekunden, eine gute Sekunde mehr als der aerodynamisch unglückliche 412 mit dem 6,6-Liter-Motor. Die Höchstgeschwindigkeit des 603S liegt laut „Motor Road“ bei 140 mph oder 225 km/h. Der Bristol 603S ist die am weitesten verbreitete Version des Modells.

- Daneben war der Bristol 603E (für Economy) verfügbar. Er war mit einer 5,2-Liter-Version des Achtzylinders ausgerüstet und trug lediglich einen Doppelvergaser. Mit Blick auf die frei verfügbaren Leistungsdaten des entsprechend motorisierten Monteverdi Sierra 5,2 dürfte eine Leistung von etwa 160 PS angefallen sein. Für den 603E gibt der Werksprospekt von 1976 einen Beschleunigungswert von 10,9 Sekunden für den Sprint von 0 auf 60 Meilen pro Stunde an. Ein Test dieses Modells durch eine Fachzeitschrift ist nicht bekannt. Der 603E wurde nur in wenigen Exemplaren hergestellt.

Preislich lag der 603 mit 30.000 Pfund im Jahre 1978 zwischen dem Aston Martin V8, der für 21.000 Pfund angeboten wurde, und dem Rolls-Royce Corniche, der mit 38.000 Pfund in der Preisliste stand.
1982 baute das Werk auf der Basis eines 1977 hergestellten 603 S1 den ersten Prototyp des Bristol Brigand.

### Der 603 S2

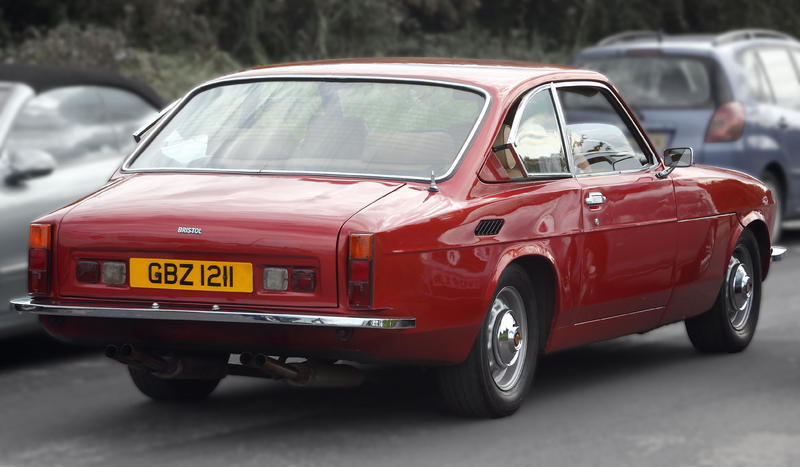
Bristol 603 Serie 2 Heck

1978 erschien der 603 in einer zweiten Serie (603S2). Äußerlich war das neue Modell durch seitliche Entlüftungsöffnungen in den hinteren Kotflügeln zu erkennen. In technischer Hinsicht beschränkte sich Bristol nunmehr auf die 5,9-Liter-Variante; das bisherige Modell 603E entfiel. Der Kaufpreis für einen 603S2 belief sich 1980 auf 21.000 Pfund.
Im Oktober 1982 wurde der Bristol 603 durch den Bristol Britannia und dessen Zwilling Bristol Brigand ersetzt.